# 1388 en santé et médecine
| Années de la santé et de la médecine : 1385 - 1386 - 1387 - 1388 - 1389 - 1390 - 1391    |
| Décennies de la santé et de la médecine : 1350 - 1360 - 1370 - 1380 - 1390 - 1400 - 1410 |

Cet article présente les faits marquants de l'année 1388 en santé et médecine.

## Événements
- Inauguration de la première chaire de médecine de l'université de Heidelberg, fondée deux auparavant, en 1386, en Allemagne.
- Une maladrerie est attestée à Ancelle en Savoie, non loin du col de Manse[1].
- Un hôtel-Dieu est mentionné à Celle-Saint-Eusice en Berry, dans le cartulaire des Feuillants[2].
- Le bâtiment principal de l'hôpital Saint-Georges de Sion, dans le Valais « devient un orphelinat lors de la réunion des trois hôpitaux de la ville[3] ».
- La « première occurrence d'une expertise médicale de la folie[4] » s'offre peut-être, à l'occasion du procès en hérésie mené contre Thomas d'Apulie par l'évêque de Paris, Pierre d'Orgement, et par les maîtres de l'université.
- Des statuts sont établis pour les apothicaires de Crémone en Lombardie[5].
- Les chanoines de la collégiale Saint-Jacques-aux-Pèlerins de Paris sont tenus d'habiter dans l'enclos de l'hôpital[6], mais leur conduite laisse à désirer, au point qu'on en vient à « leur interdire de jouer aux cartes et aux dés, d'aller à la taverne en habits de chœur, de faire entendre à l'église pendant les offices des rires indécents, des contes facétieux et des disputes[7],[8] ».
- Claus bi dem Sluche représente les baigneurs[9] et barbiers au Conseil de la ville de Strasbourg[10].

## Publication
- Jehuda ben Salomon, dont le frère Bonsenior vient de traduire du latin en hébreu (1387) le « Lis de la médecine » (Lilium medicine) de Bernard de Gordon[11], publie une version hébraïque de trois autres traités du célèbre professeur de Montpellier[12].

## Décès
- 19 octobre : Giovanni Dondi (né vers 1330), médecin, astronome et ingénieur italien, fils de Jacopo Dondi[13].
- 1388 au plus tard : Amaudry Chapelle[10] (né à une date inconnue), maître en médecine lyonnais, et Bertrand Ministralis[10] (né à une date inconnue), barbier à Avignon.